# Six Mile
Six Mile is een plaats (town) in de Amerikaanse staat South Carolina, en valt bestuurlijk gezien onder Pickens County.

## Demografie
Bij de volkstelling in 2000 werd het aantal inwoners vastgesteld op 553.
In 2006 is het aantal inwoners door het United States Census Bureau geschat op 574, een stijging van 21 (3,8%).

## Geografie
Volgens het United States Census Bureau beslaat de plaats een oppervlakte van
4,7 km², geheel bestaande uit land. Six Mile ligt op ongeveer 326 m boven zeeniveau.

## Plaatsen in de nabije omgeving
De onderstaande figuur toont nabijgelegen plaatsen in een straal van 16 km rond Six Mile.